# 입석중학교
입석중학교(立石中學校)는 대한민국 대구광역시 동구 입석동에 있는 공립 중학교이다.

## 학교 연혁
- 1991년 10월 16일 : 입석여자중학교 설립 인가
- 1992년 3월 1일 : 입석여자중학교 개교
- 1992년 3월 1일 : 초대 김정환 교장 취임
- 1992년 3월 4일 : 제1회 신입생 입학식(448명)
- 1996년 2월 16일 : 사격부 창단
- 1997년 6월 13일 : 유도부 창단
- 1997년 10월 25일 : 사격장 준공(44평)
- 2001년 3월 1일 : 입석중학교로 교명 변경
- 2003년 1월 3일 : 급식소, 유도장, 교실 2 증축
- 2005년 10월 26일 : 立志館(도서관) 개관
- 2021년 9월 1일 : 제14대 김희경 교장 취임
- 2022년 1월 7일 : 제28회 졸업식 거행(86명) 총 졸업생수(9,378명)
- 2022년 3월 2일 : 제31회 입학식 거행(60명)

## 학교 동문
민효린

## 참고 자료
- 입석중학교 - 한국교육학술정보원 학교알리미